# 吉野型防護巡洋艦
| 吉野型防護巡洋艦 | 吉野型防護巡洋艦                                                                  |
| ---------------- | --------------------------------------------------------------------------------- |
| 高砂             |                                                                                   |
| 艦級概観         |                                                                                   |
| 艦種             | 防護巡洋艦                                                                        |
| 艦名             |                                                                                   |
| 前級             | 秋津洲                                                                            |
| 次級             | 須磨型                                                                            |
| 要目（吉野）     |                                                                                   |
| 排水量           | 常備：4,216トン                                                                   |
| 全長             | 109.73m（垂線間長）                                                               |
| 全幅             | 14.17m                                                                            |
| 吃水             | 5.18m                                                                             |
| 機関             | 円缶12基 直立型4気筒3段膨張レシプロ2基 2軸、15,900馬力                            |
| 速力             | 23.0ノット                                                                        |
| 航続距離         | 10ノットで4,000海里                                                               |
| 燃料             | 石炭1,000トン                                                                     |
| 乗員             | 360名                                                                             |
| 兵装             | 40口径15.2cm単装砲4門 40口径12cm単装砲8門 4.7cm単装砲22門 35.6cm水上魚雷発射管5門 |
| 装甲             | 甲板水平部：45mm 甲板傾斜部：115mm 防盾：115mm                                    |

吉野型防護巡洋艦（よしのがたぼうごじゅんようかん）は日本海軍の防護巡洋艦。同型艦2隻。

## 概要

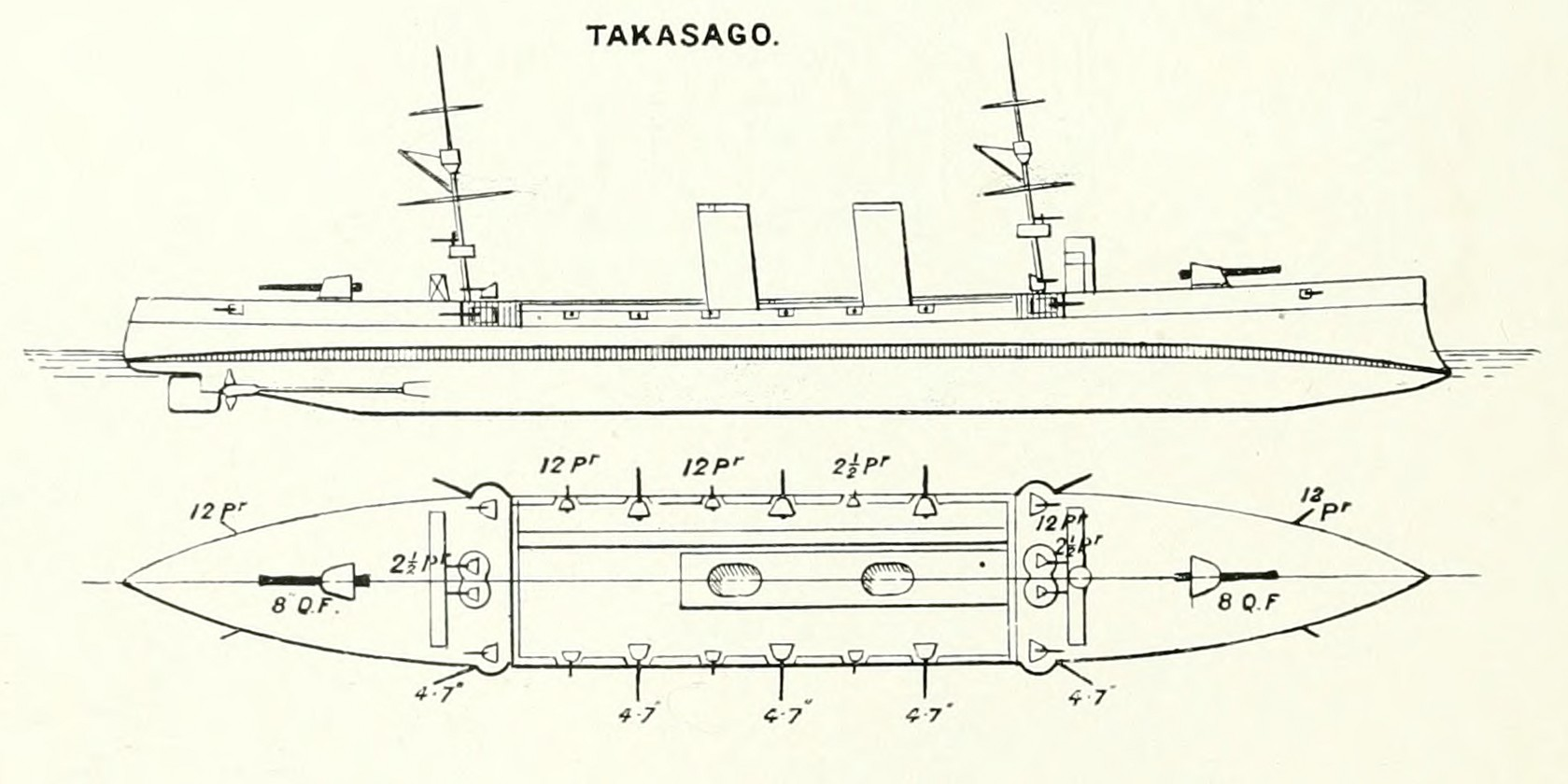
「高砂」の武装・装甲配置を示した図。

1891年（明治24年）度の計画によりイギリスのアームストロング社のエルジック造船所に1隻発注された。これが「吉野」で、浪速型防護巡洋艦と同様、エルジック・クルーザーの1隻で、サー・フィリップ・ワッツによって、アルゼンチンのベインテシンコ･デ･マヨ級防護巡洋艦の改良型として設計された。
砲は全て速射砲となり、機関出力の増大から、当時の水雷艇と同等の速力23ノットの優速を誇り、竣工時には世界最優秀の巡洋艦と言われた。1893年（明治26年）に竣工した吉野は、浪速型2隻と「和泉」らの防護巡洋艦と共に、翌年からの日清戦争に参戦し、その優速と砲力を生かし能力の高さを実証した。
日清戦争後の第一期拡張計画により吉野の同型艦（厳密には違う）がアームストロング社に発注され1898年（明治31年）に竣工、「高砂」と命名された。船体は吉野とほぼ同じであるが装甲厚を増し、主砲を15.2cm砲4門から20.3cm砲2門に強化するなどの改装が施されている。
高砂は1902年（明治35年）にエドワード7世戴冠記念観艦式のためヨーロッパ訪問をしている。両艦とも1904年（明治37年）からの日露戦争に参戦、吉野は哨戒中に濃霧の中で「春日」と衝突し旅順沖で沈没、高砂は旅順攻略作戦で陸上砲撃を実施中に触雷して沈没した。

## 同型艦
- 吉野
- 高砂